# Echinococcus multilocularis
La tenia del zorro (Echinococcus multilocularis) es una especie de cestodo ciclofilídeo que, como Echinococcus granulosus, produce la llamada enfermedad conocida como hidatidosis o quiste hidatídico en muchos mamíferos, incluyendo roedores y humanos. 

## Ciclo biológico
A diferencia de E. granulosus, E. multilocularis produce pequeños quistes alveolares (provocando una infección multilocular) que se puede extender por metástasis a diferentes órganos. Cuando estos quistes son ingeridos por cánidos, normalmente al consumir roedores infectados, produce una infección intestinal en el cánido.
Los gusanos adultos producen huevos y proglótides que son depositadas en el exterior junto con las heces. Además, estas proglótides son capaces de salvar el esfínter anal activamente. Los roedores son los hospedadores intermediarios más frecuentes, pero el ser humano puede infectarse al consumir accidentalmente huevos o proglótides.